# Quảng trường di tích (Alcaraz)
Quảng trường di tích  (Tiếng Tây Ban Nha: Plaza Monumental) là một quảng trường nằm ở Alcaraz, Tây Ban Nha. Nó được công nhận là Bien de Interés Cultural năm 1945.